# Taifa Córdoba

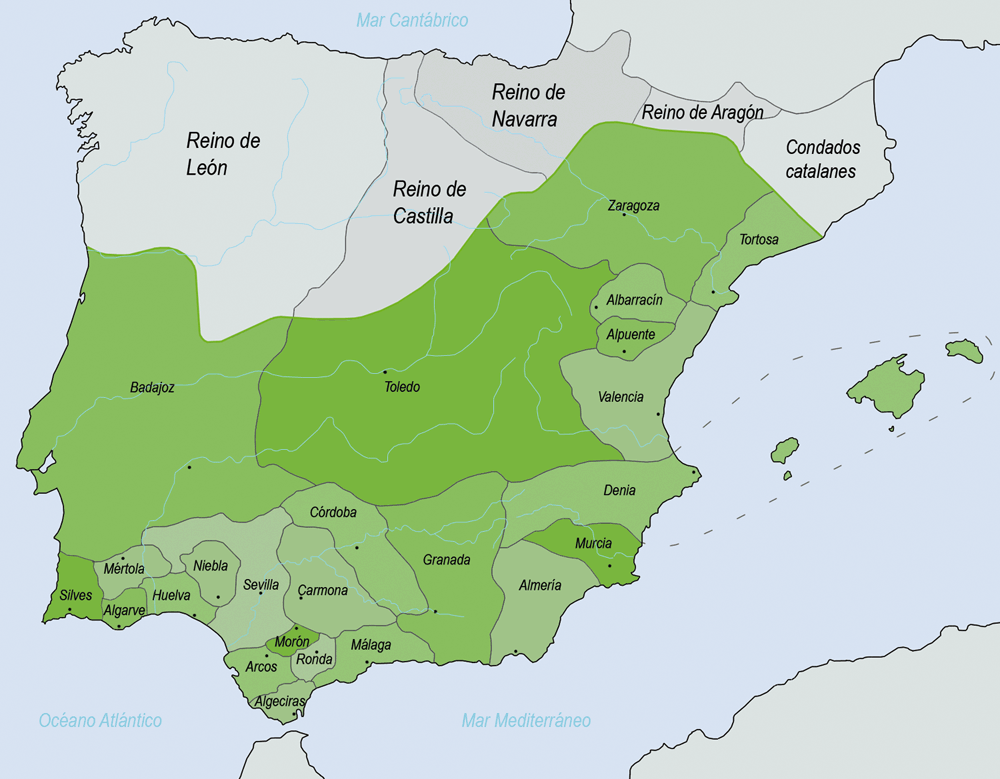
Ligging t.o.v. andere taifa's

De taifa Córdoba was een republikeinse staat in islamitisch Andalusië in het zuiden van Spanje. De stad Córdoba (Arabisch: Qurtubah) was de hoofdplaats van de taifa. De taifa kende een onafhankelijke periode van 1031 tot 1070.

## Lijst van emirs
Banu Jawhar
- Abu al-Hazm Jawhar ibn Mohammed: 1031–1043
- Abu al-Walid Mohammed ibn Jawhar al-Rashid: 1043–1064
- Abd al-Malik ibn Mohammed al-Mansur: 1064–1070
- Aan taifa Sevilla: 1070–1074
- Ibn Ocasha?: 1074
- Aan taifa Toledo: 1074–1078
- Aan taifa Sevilla: 1078–1091
- Aan Almoraviden uit Marokko: 1091–1114